# Étienne Eustache Bruix
Étienne Eustache Bruix, francoski admiral, * 17. julij 1759, † 18. marec 1805.

## Življenjepis
Svojo pomorsko kariero je pričel leta 1776 kot prostovoljec na suženjski ladji, kateri je poveljeval kapitan Jean-François Landolphe. Čez dve leti je postal garde de la marine in bil sprva dodeljen fregati Fox in nato Concorde. Nato je služil v sestavi različnih francoskih eskader v času ameriške osamosvojitvene vojne; za svoje zasluge je bil povišan v enseigne de vaisseau.
Pozneje je postal poveljnik Pivert, s katero je bil zadolžen, da opravi geodetski pregled obal in zalivov otoka Saint-Domingue. Ob pričetku francoske revolucije je imel čin lieutenant de vaisseau in je leta 1791 postal član Académie de Marine. 1. januarja 1793 je bil povišan v kapitana, a je bil oktobra 1794 odpuščen iz vojaške službe zaradi plemiškega rodu. Vrnil se je v Brest, kjer je napisal spomine z naslovom Moyens d'approvisionner la marine par les seules productions du territoire français (Načini oskrbe flote samo s tem, kar je proizvedeno na francoskem teritoriju). Knjigo, v katerem je zagovarjal avtorkijo, je prebral tudi Napoleon in tako je bil Bruix leta 1795 reaktiviran in postal poveljnik Éole. Poveljstvo je imel vse do takrat, ko se je pridružil eskadri Villaret-Joyeuseja kot generalmajor.
Pod admiralom de Gallesom je postal poveljnik divizije v okviru francoske invazije na Irsko leta 1796. Za izkazane zasluge med invazijo ga je Lazare Hoche maja 1797 povišal v kontraadmirala. 28. aprila 1798 je bil imenovan še za ministra za vojno mornarico in kolonijo. Takoj po imenovanju se je odpravil v Brest, kjer je sam prevzel poveljstvo flote, ki je bila namenjena v Egipt, da bi od tam rešila obkoljene francoske enote. S pomočjo megle in vetrov je uspel s 25 linijskimi ladjami uiti britanski pomorski blokadi. Ker so Britanci pričakovali, da je flota odplula proti Irski, kjer je potekala irska vstaja, so odpluli proti severozahodu, tako da je francoska flota brez ovir pridobila prednost. Flota se je nato ustavila še v Toulonu in nato odplula proti Genovskemu zalivu, a jo vreme preprečilo, da bi prišla v zaliv. V tem času se je zbrala mona britansko-španska flota, ki je pričela zasledovati francosko floto. Posledično se je Bruix odločil, da se vrne nazaj v Brest. Ta neuspešna kampanja, poimenovana tudi križarjenje Bruixa, je bila povod za njegov odstop z ministrskega položaja 11. julija 1799. Nato je prevzel poveljstvo flote, zasidrane v île d'Aixu, s katero bi moral odpluti proti Španiji. Zaradi močne britanske pomorske blokade flota ni odplula, nato pa je Bruix še zbolel in nazadnje je bil podpisan še amienski mir. 13. marca 1799 je bil povišan v viceadmirala in bil seznanjen z državnim udarom 9. novembra 1799. Napoleon ga je leta 1801 povišal v admirala in ga naslednje leto imenoval za državnega svetnika.
Potem ko je ponovno izbruhnila, je Napoleon sestavil načrt za invazijo na Anglijo in je imenoval Bruixa za poveljnika invazijske flotilje, ki je bila zasidrana v Boulognu. Bruix je pričel pripravljati ladje, nato pa se je moral vrniti v Pariz na poročanje; tam je v starosti 45 let umrl za tuberkulozo. 
Po njem je poimenoval Boulevard de l'Amiral-Bruix v Parizu.